# Condado de Cabrillas
El condado de Cabrillas es un título nobiliario español  creado el 30 de abril de 1894 por el rey Alfonso XIII, durante su minoría de edad, siendo regente, su madre, la reina María Cristina de Habsburgo Lorena a favor de Luis María de Carvajal y Melgarejo, III duque de Aveyro, etc. El título se concedió en recuerdo de un antiguo señorío de su familia.
Su denominación hace referencia al municipio de Cabrillas, provincia de Salamanca.

## Condes de Cabrillas
|                           | Titular                                      | Periodo                   |
| Creación por Alfonso XIII | Creación por Alfonso XIII                    | Creación por Alfonso XIII |
| ------------------------- | -------------------------------------------- | ------------------------- |
| I                         | Luis María de Carvajal y Melgarejo           | 1894-1920                 |
| II                        | María Luisa Carvajal y Santos-Suárez         | 1920-1974                 |
| III                       | Juan Bautista de Castillejo y Carvajal       | 1975-1984                 |
| IV                        | Juan Luis de Castillejo y Bermúdez de Castro | 1984-actual titular       |

## Historia de los condes de Cabrillas
- Luis María de Carvajal y Melgarejo (1871-1937), I conde de Cabrillas, III duque de Aveyro, (por rehabilitación a su favor en 1917), XII marqués de Puerto Seguro, XI marqués de Goubea, XII conde de Portalegre (por rehabilitación a su favor en 1917), XV conde de Bailén.[1]

Contrajo matrimonio el 26 de noviembre de 1895 con María del Carmen Santos-Suárez y Guillamas, VI marquesa de las Nieves, hija de Jacinto Santos-Suárez y Carrió y de María del Pilar Guillamas y Piñeyro. Le sucedió su hija:
- María Luisa de Carvajal y Santos-Suárez (m. Madrid, 22 de diciembre de 1974),[2] II condesa de Cabrillas.

Se casó con Isidro Castillejo y Wall (1897-1970), VIII duque de Montealegre, (por rehabilitación, en 1927, a su favor, con esta denominación del antiguo ducado de Angio de Montealegre), XIV conde de los Arenales, X conde de Villa Amena de Cozbíjar. Le sucedió su hijo:
- Juan Bautista de Castillejo y Carvajal, III conde de Cabrillas,[3] IX duque de Montealegre, XI conde de Villa Amena de Cozbíjar, que casó con María de los Dolores Bermúdez de Castro y de Collantes. Le sucedió su hijo:

- Juan Luis de Castillejo y Bermúdez de Castro, IV conde de Cabrillas.[4]

Se casó en mayo de 1995 con Isabel Muñoz y Ozores de Urcuola.